# Phil Zimmermann
Philip R. Zimmermann, detto Phil (Camden, 12 febbraio 1954), è un crittografo statunitense, creatore di Pretty Good Privacy (PGP), il software libero di crittografia e firma digitale più usato al mondo.

## Creazione di PGP e accuse dal governo statunitense
Phil Zimmermann fu il primo a rendere la crittografia asimmetrica (o "a chiave pubblica") facilmente accessibile a tutti quando creò Pretty Good Privacy e lo distribuì come software libero nel 1991.
A seguito della diffusione di questo sistema, Zimmermann divenne oggetto di un'indagine criminale portata avanti dal governo degli Stati Uniti d'America per aver violato le vigenti restrizioni imposte sull'esportazione di software crittografico. L'indagine durò tre anni, finché all'inizio del 1996 il governo ritirò le accuse.
Tuttora lo standard PGP permette a due persone di comunicare (ad esempio tramite posta elettronica) in totale riservatezza anche se il canale di comunicazione fosse sotto sorveglianza o non-sicuro. Inoltre PGP porta con sé il concetto di firma digitale.

## Successi e meriti
Zimmermann fondò la PGP Inc., acquisita poi dalla Network Associates (NAI) nel dicembre 1997, nella quale rimase per tre anni. Nel 2002, la PGP Inc. venne acquistata dalla NAI da parte di una nuova compagnia chiamata PGP Corporation, per la quale Zimmermann attualmente lavora come consigliere speciale e consulente. Fa inoltre parte del Center for Internet and Society della Stanford Law School.
Zimmermann ha ricevuto numerosi premi tecnici e umanitari per la sua opera pionieristica nel campo della crittografia:
- Nel 2001 Zimmermann è stato introdotto nella CRN Industry Hall of Fame.
- Nel 2000 InfoWorld lo ha nominato uno dei 10 principali innovatori dell'E-business.
- Nel 1999 ha ricevuto il Premio Louis Brandeis dalla Privacy International.
- Nel 1998, ha ricevuto il Lifetime Achievement Award dal Secure Computing Magazine
- Nel 1996, ha ricevuto il Premio Norbert Wiener per la responsabilità sociale e professionale per la promozione dell'uso responsabile della tecnologia.
- Nel 1995, ha ricevuto il Premio Chrysler per l'innovazione nel Design, e il Premio Pioneer dalla Electronic Frontier Foundation.
- Nel 1995, Newsweek ha nominato Zimmermann uno dei "Net 50", una delle 50 persone più influenti su Internet.